# Club Scherma Pesaro
La scherma nel territorio pesarese ha radici antiche. A testimonianza della pratica della scherma nello Stato d'Urbino, ora provincia di Pesaro e Urbino, si ricordi, tra gli altri, il trattato di scherma del 1610 dal titolo "Gran simulacro dell'arte e dell'uso della scherma di Ridolfo Capoferro di Cagli, Maestro dell'eccelsa nazione alemanna, nell'inclita città di Siena. Dedicato al Serenissimo Sig. Don Federigo Feltrio della Rovere Principe dello Stato d'Urbino", volume che rappresenta ancora oggi uno dei capisaldi della scherma moderna.

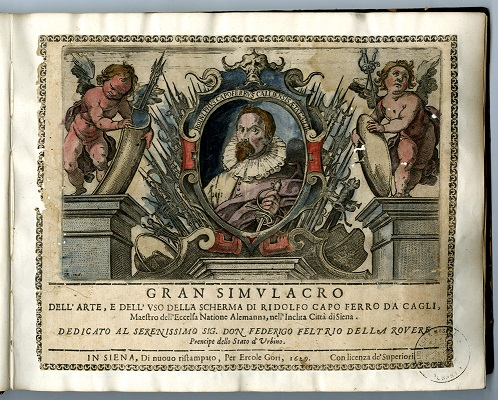
Gran Simulacro dell'arte e dell'uso della scherma di Ridolfo Capoferro da Cagli, Maestro dell'eccelsa nazione alemanna, nell'inclita città di Siena. Dedicato al Serenissimo Sig. Don Federigo Feltrio della Rovere Principe dello Stato d’Urbino :: ristampato a Siena nel 1629

Le fonti sull'esistenza di una società sportiva schermistica nella città di Pesaro risalgono al 10 gennaio 1892, quando il giornale dell'epoca La Sveglia riporta la seguente notizia:
"Oggi alle 3 la società schermistica pesarese iniziatrice, con altri di Fano, terrà un'accademia di tiro alla spada e alla sciabola nella ex chiesa di S. Filippo. Il trattenimento è diviso in tre parti; ad ogni intervallo si eseguirà scelta musica...".
Fu così che i pesaresi incontrarono per la prima volta la scherma in un tranquillo pomeriggio in cui arte e sport si intrecciarono secondo il gusto dell'epoca.
In quel periodo e a seguire per qualche decennio, la scherma non ha le caratteristiche di una specifica specializzazione sportiva, ma piuttosto è vista come una branca della ginnastica, allora rappresentata a Pesaro dalla gloriosa "Vis Sauro".
Nei primi anni del '900 viene aperta la prima sala di scherma che annovera tra i suoi insegnanti i maestri Pacini e Jannucci di Ancona; successivamente, sulla scia delle grandi vittorie italiane alle Olimpiadi, la scherma acquista anche a Pesaro una sua distinta fisionomia.
Già nel 1935 si documenta un cospicuo numero di giovani e agguerriti schermidori, sotto la guida del maestro Giuseppe Greco, presso il circolo "23 Marzo" in Largo Mamiani.
Fra quei giovani c'è Ciro Renganeschi che a partire da quegli anni e poi per molto tempo ancora, può essere considerato uno dei principali fautori della vitale e fruttuosa presenza della scherma nella città di Pesaro; fu talmente contagiato da tale passione, da legare il suo nome per tutta la vita alle vicende di questo sport.
Sono gli anni in cui cominciano ad emergere, in egual misura nella vita e nella scherma, altri illustri pesaresi come Gastone Panzini, Bruno Alberini e Mario Semprini.
Nel 1941, sotto la guida del capitano Bruno Mancinelli, la scherma pesarese conquista una meritata e notevole rilevanza nella vita sportiva cittadina, con oltre cento allievi che incrociano le lame nella sala di Largo Mamiani e poi nel teatrino di S.Terenzio.
Un'altra guerra impone un'altra pausa anche alla pratica della scherma, ma con lo stesso vigore ed entusiasmo Ciro Renganeschi rifonda la società che viene affidata, nel 1946,  all'insegnamento del leggendario Maestro Arturo Mattioli, un gentiluomo d'altri tempi. Già istruttore di ginnastica per disabili e invalidi di guerra, maestro d'armi del reggimento di artiglieria di Ferrara, allievo di grandi campioni del passato (come Pessina, Masaniello, Drosi), Mattioli ricostituisce il gruppo disperso dei vecchi schermitori e alleva un nutrito gruppo di giovani che si affermano a livello nazionale nelle tre specialità classiche: il fioretto, la spada e la sciabola.
Si ricorda ancora con commozione la figura di questo maestro che, al centro della pedana, quasi immobilizzato da una forma di artrite alle gambe, ma col braccio d'acciaio, teneva testa all'irruenza dei suoi giovani allievi. Sono anni di intensa passione e duro lavoro che vengono premiati con tanti successi in varie gare a livello nazionale.

La scuola di scherma a Pesaro nel 1948, sala San Terenzio, diretta dal Maestro Mattioli.

Cominciano a mettersi in evidenza i campioni di qualche anno dopo: Mario Germani, che vince il campionato nazionale di fioretto del C.S.I. Centro Sportivo Italiano e si classifica al terzo posto nei campionati mondiali dei giovani; Giuseppe Mancini, che ottiene a Roma il primo posto nel fioretto e nella sciabola in una leva giovanile di oltre mille schermitori e successivamente conquista un'impressionante serie di titoli nelle rappresentative nazionali universitarie; Gianfranco Paolucci che, dopo il trasferimento a Milano all'inizio degli anni '60, otterrà nella spada i risultati più rilevanti, fra i quali una medaglia d'argento alle Olimpiadi di Tokio e una medaglia d'oro alle Universiadi di Parigi, oltre a un titolo nazionale assoluto e sei titoli nazionali a squadre.
Negli anni cinquanta si assiste ad una svolta significativa per la scherma pesarese, che le fa acquisire una posizione migliore e più stabile: un accordo con i dirigenti del circolo UNUCI (Unione Nazionale Ufficiali in Congedo d'Italia) permette agli atleti di essere ospitati nelle sale del Palazzo Baldassini.
Nobile di casato, il Marchese Baldassini non poteva infatti che scegliere una disciplina nobile per eccellenza: la scherma. Egli stesso raccontava di avere appreso i segreti di quell'arte antica e cavalleresca dal maestro Ettore Jannucci, nel lontano 1908.
Nella sala superiore del Circolo U.N.U.C.I. (che dalla sua fondazione, il 6 gennaio 1951, ospitava anche l'attività agonistica) si allenano due futuri olimpionici di "Pentathlon moderno": Adriano Facchini e Giulio Giunta.
Fra gli schermitori di quegli anni, ricchi di soddisfazione, è importante menzionare atleti come Umberto Martinelli, Orfeo Gennari, Giorgio Picareta, Marta Cermatori, Ezio Redeghieri, Carlo Apolloni, Sandro Olivieri, Fausto Genova, Piero e Marcello Marcelli, Giovanni Marcucci, Lucio Bui, Ferruccio Ferrucci (alcuni di questi, ancora bambini), Arnaldo Ninchi, Mario Mancini, Franco Canalini. Si mette in luce nella pratica della scherma anche Sandro Riminucci, in seguito fuoriclasse della pallacanestro.
Il primo gennaio 1953 il C.O.N.I. procede alla prima affiliazione delle società schermistiche italiane: Pesaro vi accede col numero 116 e con la sigla PSUNU (PS+U.N.U.C.I.) che ancora oggi la contraddistingue. Il nome della società è un modo per ricordare, anche ai giovani atleti, che la storia della scherma pesarese è ricca di persone che hanno investito passione e intelligenza in questa disciplina sportiva.
Presso la sala di Palazzo Baldassini riprende l'attività sportiva anche il padrone di casa, il marchese Alessandro Baldassini, insieme a Vincenzo Mazzotta, una punto di riferimento del sodalizio tra la città e la scherma e per quasi cinquant'anni Presidente del Circolo e della sezione provinciale dell'U.N.U.C.I.
Fra le nuove leve emergono Luigi Fabbrini, Giovanni Rotondi, Silvio Presepi, Alberto Cardinali, Giorgio Girelli, Sergio Gori, Giacomo Giovanni Peli e Marco Tomassoli.
C'è anche un'agguerrita squadra femminile di fioretto, con Maria Diana Paolucci, Marcella Baldassarri, Simona Zalaffi, Raffaella Tedeschi, Pinci Mariotti, Giovanna Grilli.
Il maestro Mattioli lascia affranto la pedana nel 1956, sostituito da colleghi che poi lasceranno una traccia indelebile nella storia schermistica pesarese: prima il Maestro Pietro La Noce, poi il Maestro Vincenzo Tarsitano, costantemente affiancati da Ciro Renganeschi.

Il Maestro Salvatore Limone.

Nel 1974, dopo un periodo di chiusura, riapre la sala scherma trasferitasi in via dell'Acquedotto, sotto la spinta del colonnello D'Amore, comandante del 28º Reggimento Pavia, e dei dirigenti dell'U.N.U.C.I.
La conduzione tecnica è affidata al Maestro Salvatore Limone, proveniente dalla Scuola Militare di Orvieto della Federazione Italiana Scherma e la società prende il nome di "Drago Verde" sino al 1977 anno in cui rifonda la vecchia U.N.U.C.I. di Ciro Renganeschi col nome di "U.N.U.C.I. Drago Verde".

La società Drago Verde di Pesaro

Successivamente si ritorna in via Baldassini, con le buone lame di Andrea Atanasio (nazionale di pentathlon moderno), Massimo Panteghini, Ciro Limone, Piero Picozzi, Vittoria Bui, Tina Limone, Umberto Mazzini (olimpionico ad Atlanta '96 nel pentathlon) e Francesco Furlani (2 titoli nazionali di spada e diverse partecipazioni alla coppa del mondo).
In questi anni l'attività schermistica regala alla società pesarese numerosi titoli regionali nelle diverse categorie e la partecipazione ad alcune finali nazionali, testimoniando la qualità della scuola e le competenze del maestro Limone che già da diversi anni è maestro della nazionale under 20, con la quale collabora in tutte e tre le armi.
In questo periodo si mettono in luce alcuni brillanti giovani come Virgilio Cecchini, Fabrizio Cataffo, Giorgio D'Angelo, Vincenzo Siano, Giovanni Bolognini nel maschile e Vittoria Bui, Cristina Storoni, Sabrina D'Angelo, Roberta Colonna nel femminile.
A seguire arriveranno anche i successi regionali e nazionali di Ciro Limone, Michele Ravagli, Mauro Siano, Stefano Bazzocchi, Matteo Franca, Tina Limone, Francesco Furlani che nel 1988, a soli diciotto anni entra a far parte della nazionale italiana Under 20 per la prova di coppa del mondo in Germania a Laupheim.
Nel 1987 nasce un sodalizio con la società "Lama 2000" di Pentathlon la quale si avvarrà della ormai ultraquarantennale esperienza dell'U.N.U.C.I. Drago Verde per la parte schermistica.
Sulla scia dei successi ottenuti il "vivaio" dell'U.N.U.C.I. Drago Verde produce altri atleti che hanno le capacità di mettersi in evidenza sia in campo regionale che nazionale come Lorenzo Tovani, Paolo Rinaldi, Filippo Antoniello, Mattia Pedone, Giovanni Bolognini, Giulio Salvi nel settore maschile e Antonella Marchionni, Nicoletta Morante, Linda Vampa in quello femminile.
I risultati più brillanti sono conseguiti sempre da Francesco Furlani che ai campionati italiani di categoria nell'89 arriva quinto, nel 90 secondo e nel 93 vince i campionati italiani universitari e il titolo italiano nel gennaio del 96.
Nel 1997 la vecchia società U.N.U.C.I. Scherma Pesaro prese il nome di A.S.D. Club Scherma Pesaro, avendo tutte le carte in regola per continuare, con entusiasmo e determinazione, a rappresentare la tradizione della scherma nel territorio pesarese.
Nel 1999 vengono svolti a Pesaro i Campionati Italiani Giovanissimi e, terminata la possibilità di allenarsi in via Baldassini, il Comune di Pesaro mette a disposizione della scuola di scherma un impianto sportivo in via delle rondini zona Ledimar, ancora oggi la sede del Club, creando i presupposti per una ennesima fase di rilancio della scherma nella città di Pesaro.
Il 15 settembre 2001 il Club Scherma Pesaro rinnova il proprio consiglio direttivo, Francesco Furlani diventa presidente, Luca Corvace vice presidente, Alessandro Azzolini segretario, Giovanni Bolognini e Gianluca Vennarini consiglieri.
Sotto la guida del Maestro Salvatore Limone, del presidente Francesco Furlani il Club Scherma Pesaro ricomincia a raccogliere una serie di risultati importanti sia a livello regionale che nazionale.
In questa fase si mettono particolarmente in luce Luca Olivieri, Giulio Mangiaracina, le sorelle Ilaria ed Evelina Langella, Tania Cardinali, Maria Teresa Rubino, Claudia Pellegrini oltre ai soliti "veterani" Marchionni, Pedone e Furlani che da presidente continua a partecipare e a vincere tanto che nel 2004 festeggia il suo 25º successo agli interregionali di Osimo.
Nel 2005 la squadra di Spada Maschile composta da Furlani, Mangiaracina, Antoniello e Circolone conquista la serie B e il club conquista la Coppa Italia per il terzo anno consecutivo nella spada con Maria Teresa Greco e con Ilaria Langella.
Il 2005 è anche l'anno di Enrico Porfido che conquista un terzo posto nazionale nei giovanissimi spada a Rimini.
Nel 2007 si mettono in luce vincendo gare regionali Francesca Greco, Cecilia Ciarrocchi, Stefano Gennari e la squadra femminile di spada formata da Maria Teresa Greco, Antonella Marchionni e Tania Cardinali conquista la B1.
Il 2008 è ancora all'insegna dei successi riportati nelle prove OPEN dai solidi Mangiaracina, Pedone, Marchionni, Cardinali e dalle sorelle Greco.
Un eccellente lavoro viene fatto a livello di vivaio, infatti agli atleti con più esperienza si affiancano numerosi piccoli schermidori che saranno i protagonisti di tanti podi e che faranno entrare in più occasioni il Club Scherma Pesaro nel panorama della scherma italiana.
Il 2008 si chiude con la squadra femminile di spada formata da M.T. Greco, Marchionni, Cardinali che conquista la A2 e si classifica terza ai campionati italiani universitari. Tra gli altri si mettono in buona evidenza anche Ciarrocchi, Mangiaracina, Bugari, Pedone.
In quegli anni, tra i giovanissimi e gli esordienti cominciano a farsi notare alcuni atleti come Tempesta, Ciucci, Barbarossa e Sorini che saranno tra i protagonisti negli anni a seguire.
Nel 2009 il club pesarese tiene viva la sua antica tradizione schermistica anche dal fronte della didattica: Furlani e Mangiaracina si diplomano a Formia istruttori nazionali nelle tre armi dopo essere stati preparati impeccabilmente dal Maestro Limone.
Nel 2010 la squadra di spada maschile formata da Giulio Mangiaracina, Mattia Pedone, Lorenzo Tovani e dell'inossidabile Francesco Furlani conquista la promozione e sale in A2.
La squadra femminile ottiene un ottimo risultato e difende il diritto a disputare il successivo campionato in B1.
Tra gli esordienti si mettono in luce diversi atleti quali Luca Valentini, Alessandro Ciucci, Matilde Bozzi, Cecilia Maria Tempesta, Giovanni Barbarossa, Maria Allegra Sorini, Francesco Cruciani arrivando regolarmente a podio nelle rispettive categorie.
Nel giugno 2010, in occasione della Festa della Scherma a Fano in cui si incontrano i primi due classificati marchigiani del ranking in ogni categoria, il Club Scherma Pesaro fa il pieno di titoli regionali conquistando sei medaglie d'oro e due d'argento e per la prima volta risulta la prima forza schermistica delle Marche negli under 14.
La stagione 2010/2011 inizia con un ben augurante successo del Club Scherma Pesaro: il primo posto alla 12ª edizione del Trofeo del Conero per club.
Alla prova nazionale di Firenze, Cecilia Maria Tempesta conquista il terzo posto nella categoria giovanissime, è l'inizio di un ciclo ricco di risultati per i ragazzini terribili del Maestro Limone.
I "grandi" intanto conquistano il pass tricolore nelle qualificazioni di spada con Lorenzo Tovani, Giulio Mangiaracina, Mattia Pedone e Francesca Greco.
Alla fine dell'anno complessivamente il Club conquista, nelle varie competizioni, 24 medaglie d'oro, 11 d'argento ed altrettante di bronzo e in questo modo si conclude anche di fatto la presidenza di Francesco Furlani che, preso anche il diploma di Maestro, va ad affiancare il Maestro Limone per potenziare una squadra di atleti che sta crescendo in numero e qualità.
Il 2011 si conclude con la riconferma del successo di Mattia Pedone nella qualificazione di Spada a Jesi e ai campionati Italiani Giovanissimi di Rimini, Alessandro Ciucci giunge terzo nella categoria giovanissimi e Cecilia Maria Tempesta vince autorevolmente e si conquista il titolo di campionessa italiana della categoria giovanissime raggiungendo così i precedenti titoli di Furlani nel 1993 e 1996 e di Ravagli nel 2000 e andando a coronare un'annata strepitosa per la compagine pesarese.
A Treia,  per la consueta festa in piazza della scherma, il club pesarese corona la proficua annata sportiva con 8 ori e 5 argenti mentre nella gara di Ancona nello stesso anno, il club pesarese porta e qualifica in coppa Italia ben sei atleti.
Il 2012 segna un nuovo cambio alla dirigenza del club con l'arrivo di Laerte Sorini come presidente, mentre Francesco Furlani, nella duplice veste di vice presidente e maestro, va ad affiancare il Maestro Salvatore Limone e l'Istruttore Nazionale Giulio Mangiaracina nella formazione dello staff tecnico.
Marco Bergia e Antonella Marchionni sono i nuovi consiglieri.
Una collaborazione nata del 2012 tra il Club Scherma Pesaro e la Facoltà di Scienze Motorie dell'Università di Urbino e una rinnovata vitalità del Club permettono alla società pesarese di acquisire nuove e preziose risorse: i due preparatori atletici Francesco Bailetti e Francesca Greco e i due tecnici delle armi Marco Sanchini e Marco Bergia.
Nel frattempo i risultati continuano ad arrivare: alla prima prova nazionale Under 14 a Calenzano Giovanni Barbarossa vince la sua categoria, completa il quadro Cecilia Maria Tempesta quinta e Alessandro Ciucci tredicesimo, più numerosi atleti piazzati nelle prime posizioni.
Il gruppo di atleti continua a lavorare molto bene e tutte le persone coinvolte nella gestione della società sono animate da un vivo entusiasmo e un clima collaborativo che portano a confermare brillanti risultati sia in ambito regionale che nazionale.
Nelle tre gare regionali under 14 del 2012 a Fermo, Ancona e Perugia il club pesarese risulterà sempre primo nella classifica per club con vittorie confermate a rotazione da Barbano, Barbarossa, Ciucci, Nigosanti, Sorini, Tempesta e Valentini.
Nella spada, per le qualificazione agli italiani, si segnala un primo posto di Pedone, due secondi posti di M.T.Greco e Mangiaracina e due terzi di F.Greco e Tovani.
Buone le prove anche nel fioretto di plastica con alcuni piccoli schermidori che cominciano a farsi notare, permettendo al Club Scherma Pesaro di risultare ancora il migliore delle Marche per medaglie.
Alle qualificazioni regionali di marzo 2012, di nuovo le sorelle Greco arrivano in finale e si classificano prima e seconda, questa volta a vincere è Francesca su Maria Teresa, nel settore maschile Tovani ottimo terzo si qualifica.
Alla seconda prova nazionale del Torneo Kinder giovanissimi nel marzo 2012 il club scherma Pesaro raccoglie nuove soddisfazioni piazzando Barbarossa e Sorini al primo posto della loro categoria, facendo salire a sette i titoli nazionali vinti, e strappando applausi dai vertici della federazione. Molto bene anche Ronconi e Bozzi che arrivando ad un soffio dagli otto finalisti e scalano posizioni nel ranking che vede Barbarossa primo tra i maschietti, Ciucci quinto tra i ragazzi, Sorini quarta tra le bambine, e Tempesta seconda nelle ragazze.
Il gruppo è molto affiatato e i successi arrivano anche dai tornei satellite, Pisa, Lissone, Desio; La città di Pesaro, sull'onda di questo entusiasmo, si candida e ottiene l'organizzazione di una prova nazionale del GPG Under 14 per l'anno successivo presso l'Adriatic Arena.
La consacrazione per il club arriva ai campionati italiani in cui Giovanni Barbarossa vince sia la gara che il Trofeo Kinder e insieme agli altri atleti partecipanti fa risultare il club pesarese 30° in Italia e primo nelle Marche.
Nel fioretto di plastica l'annata si chiude con un secondo posto finale per il club pesarese; valutando il numero di punti fatti rispetto agli atleti portati Pesaro risulta comunque prima; spiccano tra gli altri Alessia Amadori, Federica Bergia, Alessandro Colapietra, Giulia Costantini, Lucia Lodovichi e Marco Mongaretto.
Alle qualificazioni nazionali positivo ritorno della Marchionni che vince e bene F. Greco terza.

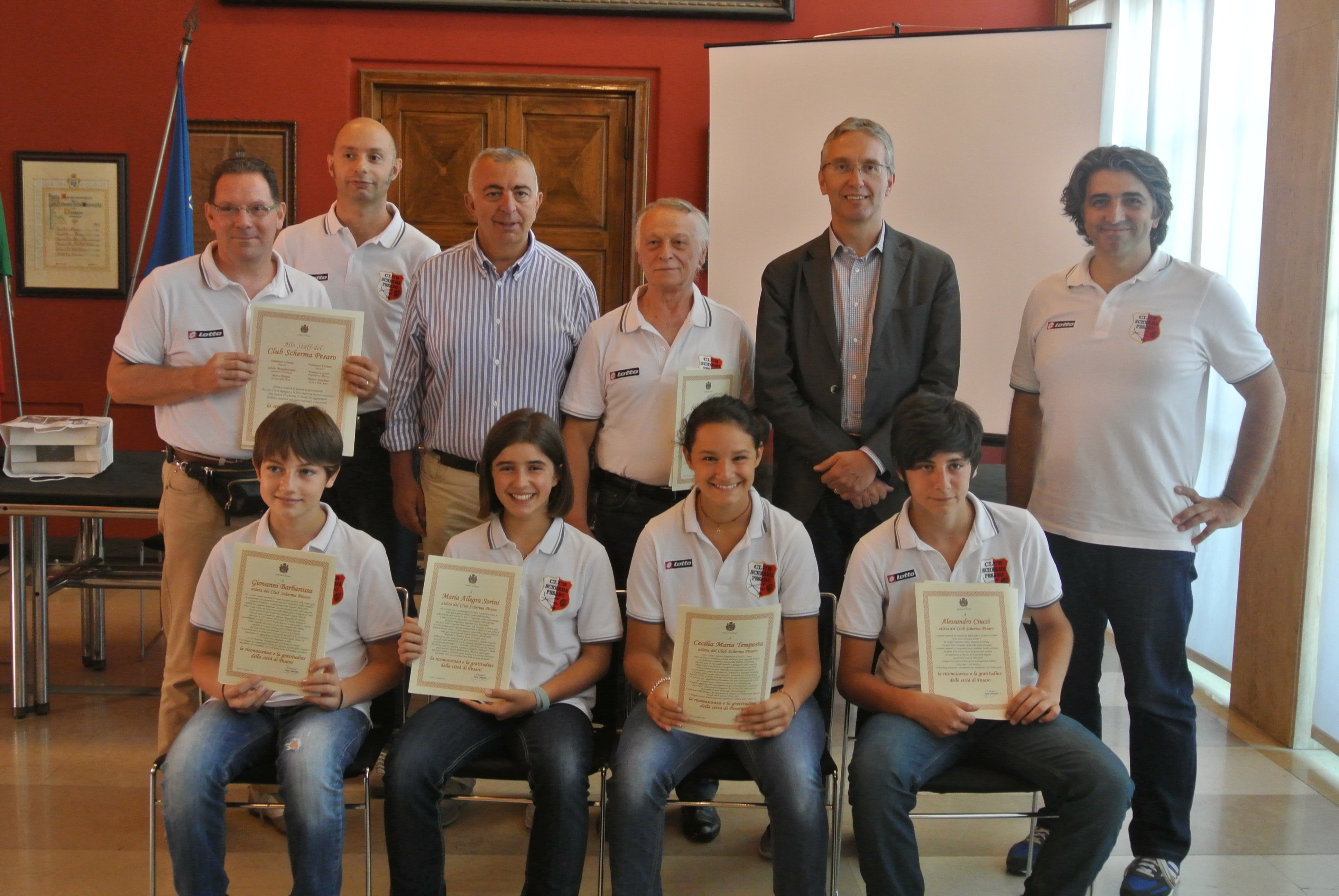
Il Sindaco di Pesaro premia i migliori schermidori pesaresi, il Maestro e il Club Scherma Pesaro

Il sindaco del comune di Pesaro, in rappresentanza della cittadinanza di Pesaro e sulla scia dei brillanti risultati ottenuti, il 21 giugno 2012 decide di premiare il Maestro Limone per la sua eccellente carriera, il suo staff per meriti sportivi e i quattro giovani che hanno raggiunto il podio in gare nazionali ovvero Giovanni Barbarossa, Alessandro Ciucci, Maria Allegra Sorini, e Cecilia Maria Tempesta.
Nell'ultima tappa under 14 del 2012, alle finalissime della festa marchigiana della scherma in piazza, tutto ciò che è stato fatto di buono durante l'anno si evidenzia in un vero e proprio tripudio di medaglie per il club pesarese: 11 ori e sette argenti.

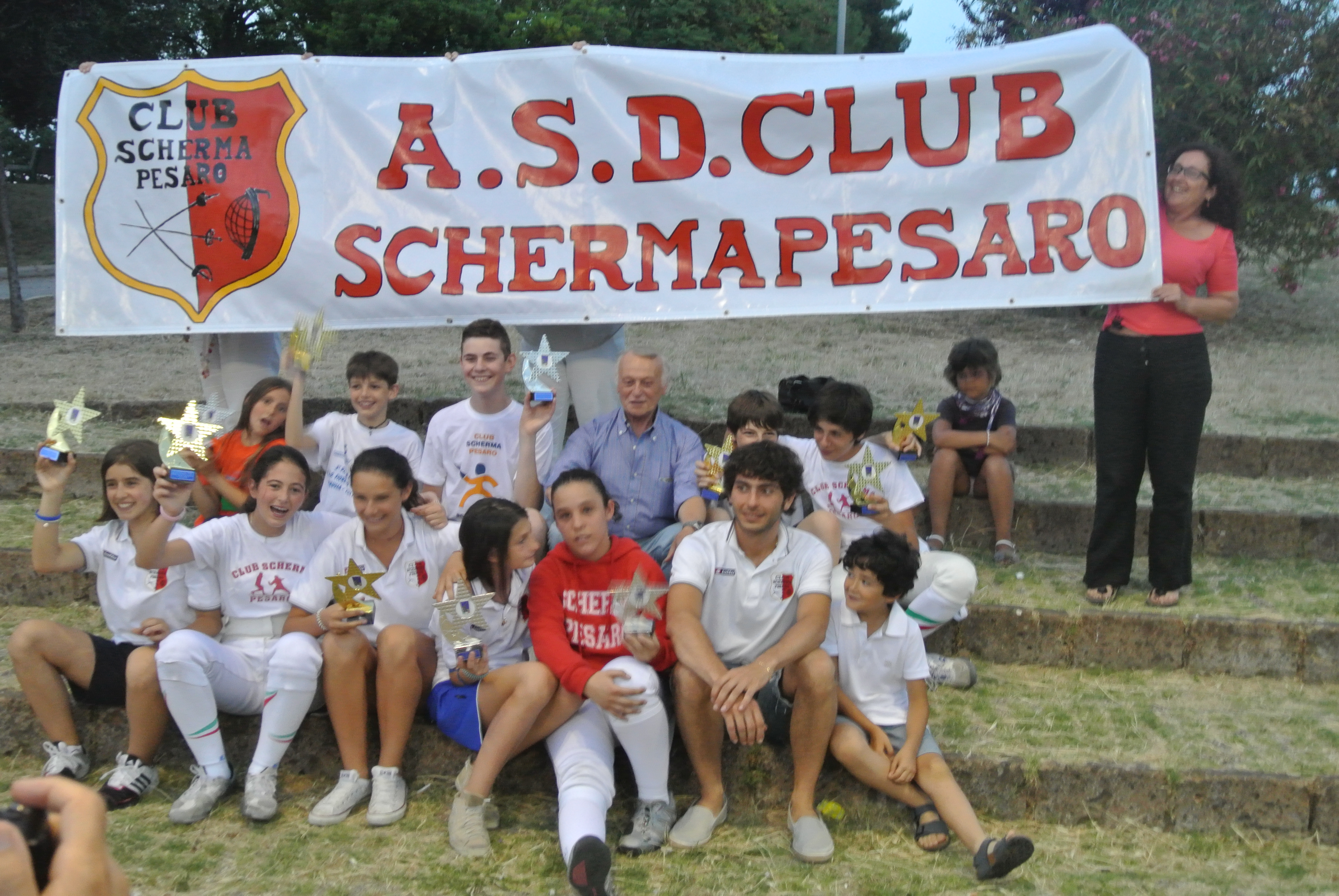
Club Scherma Pesaro primo club delle Marche

In particolare, gli atleti Barbarossa, Ciucci e Sorini vincono a Sirolo due ori a testa sia in fioretto che in spada. A seguire un oro per Maffei, Nigosanti, Tempesta e ad Amadori e Costantini nel fioretto di plastica.
Gli argenti arrivano da Bergia, Bozzi, Cadelago, Mazzoli, Nigosanti e Romani.
Il nuovo anno schermistico 2012/2013 inizia sulle orme dei successi dei precedenti: al trofeo del Conero per la seconda volta il club pesarese stacca tutti e vince anche il premio in denaro offerto al vincitore.
Nella prima prova dell'interregionale under 14 ad Ariccia, per la prima volta si sperimenta la formula Marche-Umbria-Abruzzo-Campania-Lazio con quasi mille partecipanti, che sono numeri da campionato italiano; il Club Scherma Pesaro chiude al terzo posto assoluto nella classifica per club con le eccellenze di Barbarossa oro, Ronconi e Tempesta bronzo e Sorini quinta nel fioretto e argento nella spada.
Iniziano bene anche gli esordienti con Bergia, Gorini, e Sani che vincono a Fano e insieme agli argenti di Lanari e N. Tempesta, e ai bronzi di Pascucci e Gagliano fanno volare il club al primo posto in classifica per medaglie.
A Firenze, nella prima delle tre prove nazionali di fioretto, ottimo comportamento dei moschettieri pesaresi che conquistano due bronzi con Barbarossa e Tempesta, un ottavo posto con Bozzi e due buoni piazzamenti di Ciucci nono e Sorini dodicesima.
Nella analoga prima prova nazionale di spada a Ravenna, Barbarossa ottiene una sesta posizione e Sorini una quindicesima, con un'arma con la quale gli atleti si allenano in misura minore.
Nella seconda prova interregionale di Foligno il club pesarese conquista tre ori due argenti e tre bronzi con Tempesta, Sorini, Ciucci, e Barbarossa che partecipano nelle due armi e che finiscono sempre e ormai regolarmente a podio.
Al termine del 2012, il Maestro Salvatore Limone riceve dalle mani del presidente del Panathlon Iaccarino, il prestigioso premio alla carriera "Una vita per lo sport".
Alle qualificazioni di Fermo Giulio Mangiaracina arriva terzo e raggiunge M.T.Greco già qualificata per la prova open di La Spezia di spada in quanto entrata nel gruppo Elite.
Giovanni Barbarossa, al Galà dello sport della città di Pesaro, viene eletto miglior giovane atleta dell'anno 2012.
Dopo una parentesi alla prova nazionale a squadre di Foggia in cui comunque il club Scherma Pesaro si classifica sesto nelle allieve-ragazze, nono nei giovanissimi-maschietti e decimo nelle giovanissime-bambine i migliori atleti partecipano a Bolzano al primo torneo internazionale "Mangiarotti", gara riservata agli atleti che occupano posizioni nel 40% del ranking.
Pesaro, con cinque atleti, fa nuovamente la parte del leone conquistando un oro con Barbarossa nel fioretto, un argento sempre con Barbarossa nella spada e due bronzi con Sorini e Tempesta nel fioretto. Buono anche il decimo posto di Donatelli e il piazzamento di Paci tanto che alla fine Pesaro è ancora tra i primissimi club italiani.
Nel campionato regionale di Osimo a marzo 2013, la ormai matura superiorità raggiunta dagli atleti pesaresi si palesa in maniera schiacciante tanto che alla fine il Club Scherma Pesaro conquista più ori, argenti e bronzi di tutti gli altri club marchigiani messi assieme. Il bottino di medaglie è senza precedenti, su quindici categorie in cui il club partecipa Pesaro conquista 10 ori, 5 argenti e 3 bronzi contro gli 8 ori conquistati dagli altri club assieme.
Tra gli atleti esordienti che gareggiano con il fioretto di plastica, si mettono in luce Alessandro Mancini, Margherita Mezzolani, Niccolò Tempesta e Mattia Zanca.
Nei giovanissimi la terza prova interregionale ad Ancona scorre nella ormai consueta conquista di eccellenti risultati con due ori tre argenti e 4 bronzi.
La seconda prova nazionale di spada a Napoli vede di nuovo le conferme di Maria Allegra Sorini e Giovanni Barbarossa ottengono rispettivamente il sesto e dodicesimo posto.
Negli stessi giorni Cecilia Maria Tempesta vince la prova individuale e giunge terza in quella a coppie al torneo satellite di Lissone e gli atleti della spada partecipano alla Maratona Berica di Vicenza ottenendo le prime posizioni, su tutti ancora le sorelle Greco, Carloni, Tamburini.